# Henri Courtade
Henri Courtade est un écrivain né le 13 mars 1968 dans les Hautes-Pyrénées.
Pharmacien, il a commencé à écrire Loup, y es-tu ?, son premier roman édité, en 2008. 
Il a été finaliste du premier prix littéraire du magazine Géo en 2010, avec son deuxième roman Lady R.. 
Son roman Kléber s'inspire de la vie de Kléber Dupuy, lieutenant lors de la bataille de Verdun.

### Romans
- Loup, y es-tu ?[4],[5], Mille Saisons Éditions, septembre 2010, réédité aux Éditions Gallimard Folio SF, en 2013
- Lady R., Éditions les Nouveaux auteurs, 2011
- À la vie, à la mort[6], Éditions Lucane, 2012
- Lady A., Éditions Les Nouveaux auteurs, 2012
- Kléber, Éditions Lucane, octobre 2013